# Eleição municipal de Pelotas em 1992
A eleição municipal de 1992 em Pelotas ocorreu em 3 de outubro de 1992. Também no dia 3, ocorreram as eleições para renovar as cadeiras da câmara municipal.

## Candidatos
| Candidato(a)     | Partido | Número | Coligação         |
| ---------------- | ------- | ------ | ----------------- |
| Irajá Rodrigues  | PMDB    | 15     | PMDB, PSDB, PCdoB |
| Érico Ribeiro    | PDS     | 11     | PDS, PL           |
| Cecília Hypólito | PT      | 13     | PT, PPS, PSB      |
| Sérgio Soares    | PDT     | 12     | Sem coligação     |
| Ary Alcântara    | PFL     | 25     | PFL, PRN          |
| Antônio Neto     | PST     | 52     | Sem coligação     |

## Eleições
| Candidato(a)           | 1º Turno 3 de outubro de 1996 |         |         |
| Candidato(a)           | Votação                       | Votação | Votação |
| Candidato(a)           | Total                         |         |         |
| ---------------------- | ----------------------------- | ------- | ------- |
| Irajá Rodrigues (PMDB) | 55.395                        |         |         |
| Érico Ribeiro (PDS)    | 52.834                        |         |         |
| Cecilia Hypólito (PT)  | 22.756                        |         |         |
| Sérgio Soares (PDT)    | 11.145                        |         |         |
| Ary Alcântara (PFL)    | 5.714                         |         |         |
| Antônio Neto (PST)     | 1.721                         |         |         |